# Pecluma funicula
Pecluma funicula är en stensöteväxtart som först beskrevs av Fée, och fick sitt nu gällande namn av Michael Greene Price. Pecluma funicula ingår i släktet Pecluma och familjen Polypodiaceae. Inga underarter finns listade.